# Nedeczky György
Nedeczky György (Budapest, 1947. február 5. – 2019. június 16. vagy előtte) magyar párbajtőrvívó, edző.

## Pályafutása
1957 és 1979 között a BVSC versenyzője volt. Nyolc csapatbajnoki címet nyert a zuglói csapattal és háromszoros BEK-győztes volt. 1969–70-ben a magyar válogatott tagja volt. 1972-től a BVSC vívóedzőjeként tevékenykedett. Két legeredményesebb tanítványa, Fekete Attila és Tóth Hajnalka világbajnoki címig jutott. Kulcsár Győző szövetségi kapitánysága idején évekig ő irányította a női párbajtőr-válogatott szakmai munkáját.

## Sikerei, díjai
- Magyar csapatbajnokság
  - bajnok (8): 1967, 1968, 1972, 1973, 1975, 1976, 1977, 1978
- Bajnokcsapatok Európa-kupája (BEK)
  - győztes (3): 1974, 1975, 1976
  - 3.: 1978
- Mesteredző (2006)